# Eddie Lewis (amerykański piłkarz)
Edward James Lewis (ur. 17 maja 1974 w Cerritos) – amerykański piłkarz występujący na pozycji pomocnika w Los Angeles Galaxy.
W czasie swojej kariery piłkarskiej występował w San Jose Earthquakes, Fulham, Preston North End, Leeds United oraz Derby County.
W reprezentacji swojego kraju zaliczył 82 występy, strzelając w nich dziesięć bramek. Zadebiutował w niej w roku 1996.

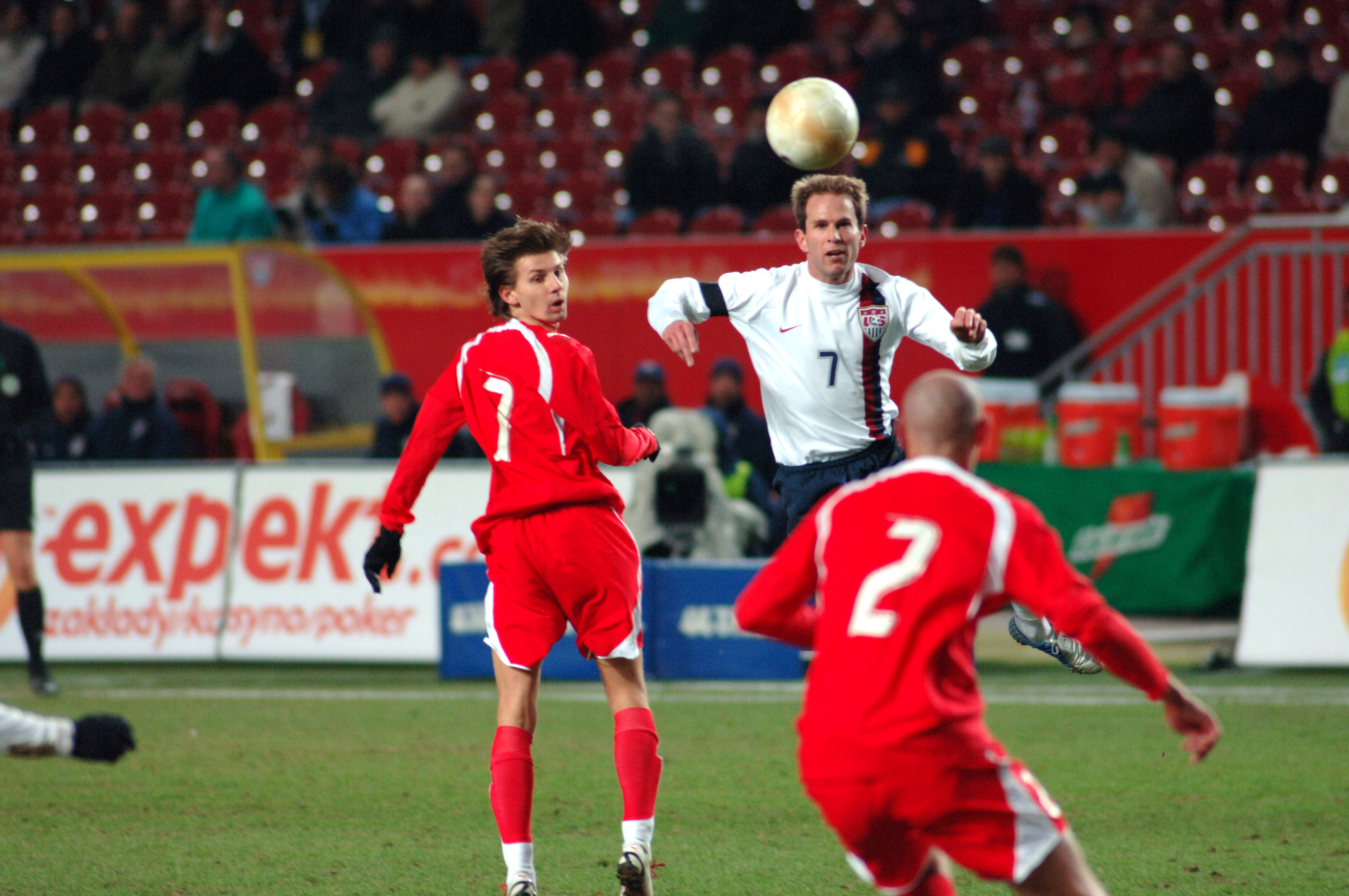
Eddie Lewis podczas meczu USA – Polska (1:0) w Kaiserslatern 1 marca 2006. Z lewej Euzebiusz Smolarek. Tyłem (nr 2) Mariusz Lewandowski.